# سگ بارانی
سگ بارانی (極道黒社会, Gokudô kuroshakai) (انگلیسی: Rainy Dog) فیلمی ژاپنی به کارگردانی تاکاشی میکه محصول سال ۱۹۹۷ است. این فیلم دومین بخش از سه‌گانه جامعه سیاه است.

## انتشار
این فیلم در تاریخ ۲۸ ژوئن ۱۹۹۷ انتشار یافت. ارو ویدئو فیلم را روی بلوری در ۲۴ ژانویه ۲۰۱۷ منتشر کرد.